# Diversión

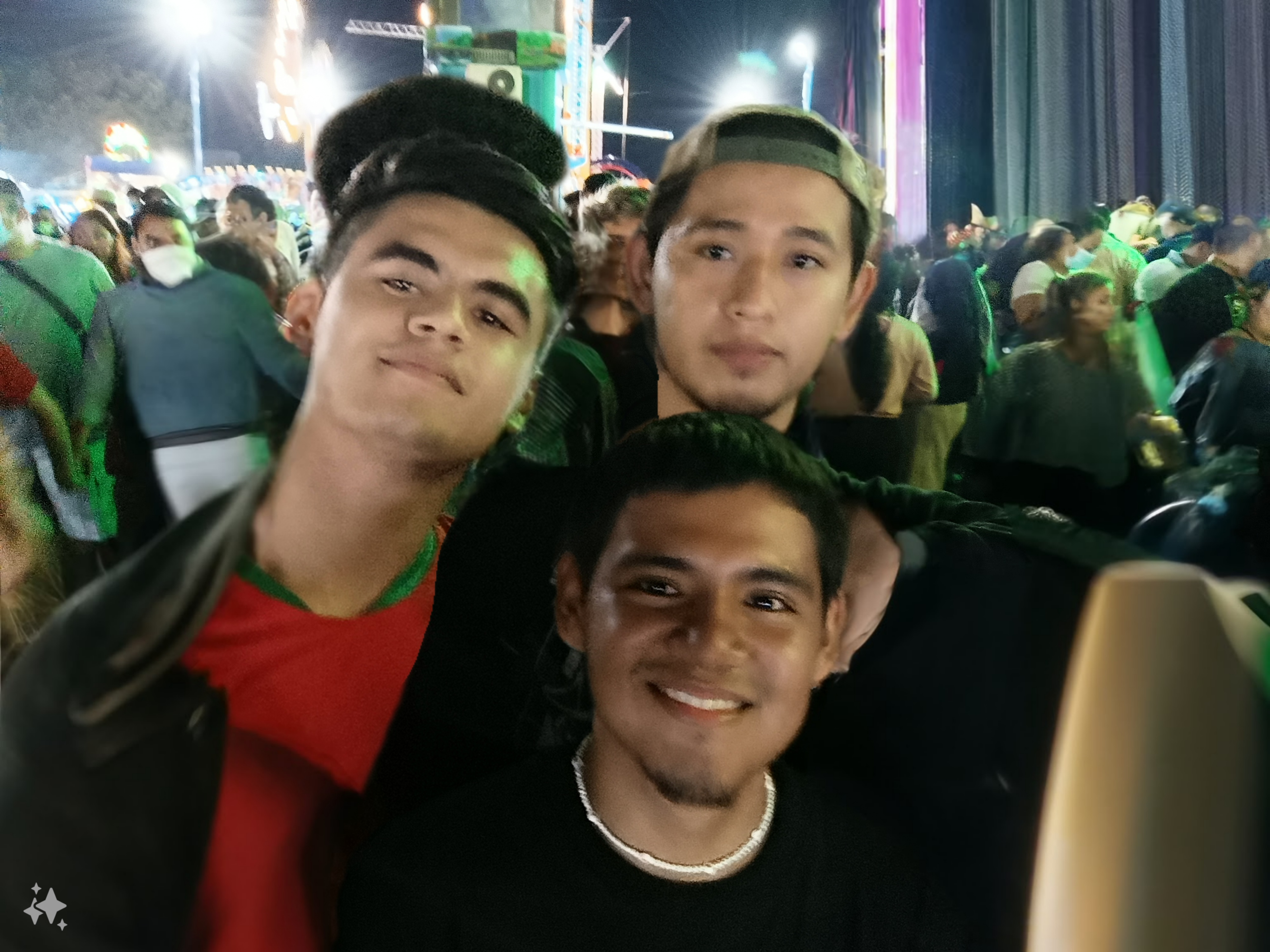
Gente participando en luge como una forma de diversión, en los Vosgos.

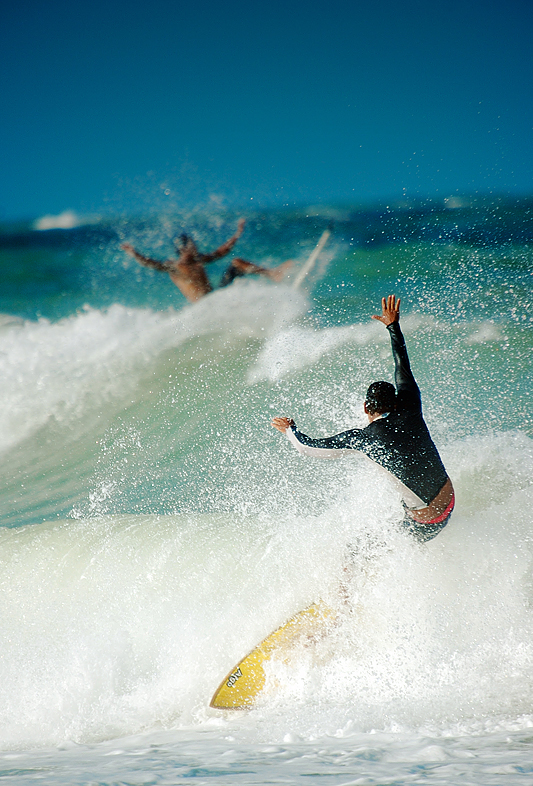
Surfing, una forma de recreación.

La diversión o actividad recreativa es una actividad de ocio, siendo el ocio tiempo discrecional. La "necesidad de hacer algo para recrearse" es un elemento esencial de la biología humana y la psicología. Las actividades recreativas se realizan a menudo por disfrute, o placer.

## Marco conceptual

### Requisitos del ocio
Los seres humanos emplean su tiempo en actividades de la vida diaria, trabajo, sueño, deberes sociales y ocio, siendo este último tiempo libre de compromisos previos con necesidades fisiológicas o sociales, un prerrequisito del ocio. El ocio ha aumentado con el incremento de la longevidad y, para muchos, con la disminución de las horas dedicadas a la supervivencia física y económica; sin embargo, otros sostienen que la presión del tiempo ha aumentado para la gente moderna, ya que están comprometidos con demasiadas tareas. Otros factores que explican el aumento del papel de las actividades recreativas son la riqueza, las tendencias demográficas y la creciente comercialización de las ofertas recreativas. Mientras que una percepción es que el ocio es sólo "tiempo libre", tiempo no consumido por las necesidades de la vida, otra sostiene que el ocio es una fuerza que permite a los individuos considerar y reflexionar sobre los valores y realidades que se pierden en las actividades de la vida diaria, siendo así un elemento esencial del desarrollo personal y la civilización. Esta dirección de pensamiento se ha extendido incluso a la opinión de que el ocio es el propósito del trabajo, y una recompensa en sí mismo, y la "vida de ocio" refleja los valores y el carácter de una nación. El ocio se considera un derecho humano en virtud de la Declaración Universal de los Derechos Humanos.

### Juego, recreación y trabajo

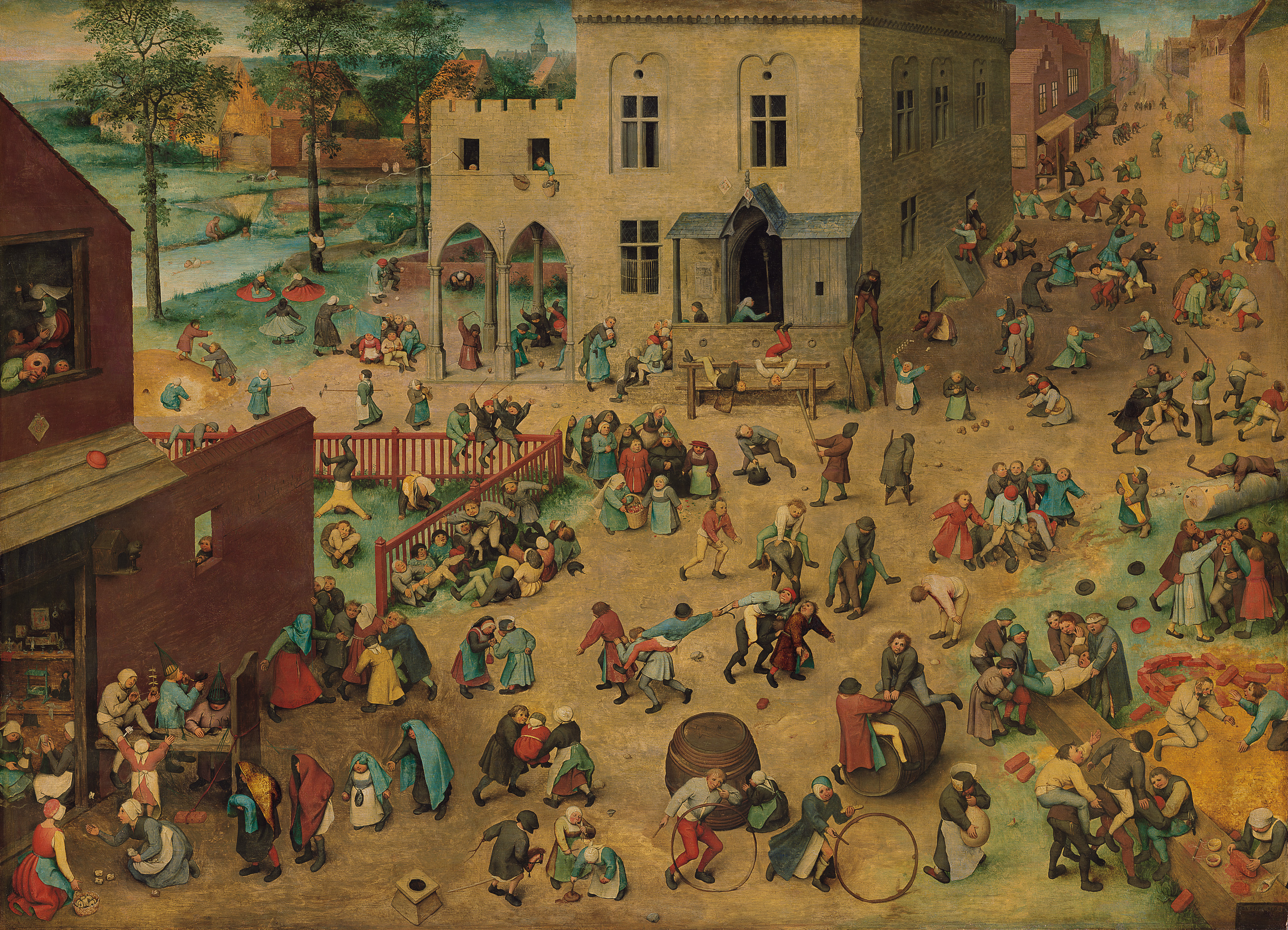
Pieter Bruegel Juegos de niños (1560)

La recreación es difícil de separar del concepto general de juego, que suele ser el término para la actividad recreativa de los niños. Los niños pueden imitar de forma lúdica actividades que reflejan las realidades de la vida adulta. Se ha propuesto que el juego o las actividades recreativas son salidas o expresión del exceso de energía, canalizándola en actividades socialmente aceptables que satisfacen las necesidades individuales y sociales, sin necesidad de coacción, y proporcionando satisfacción y placer al participante. Una visión tradicional sostiene que el trabajo se apoya en la recreación, siendo ésta útil para "recargar la batería" de modo que se mejore el rendimiento laboral.
El trabajo, una actividad generalmente realizada por necesidad económica y útil para la sociedad y organizada dentro del marco económico, sin embargo también puede ser placentera y puede ser autoimpuesta, difuminando así la distinción con la recreación. Muchas actividades de entretenimiento son trabajo para una persona y recreación para otra. Con el tiempo, una actividad recreativa puede convertirse en un trabajo y viceversa. Así, para un músico, tocar un instrumento puede ser en un momento dado una profesión, y en otro una recreación.
Del mismo modo, puede ser difícil separar la educación de la recreación como en el caso de las matemáticas recreativas.

### Salud y recreación
La recreación tiene muchos beneficios para la salud y, en consecuencia, la Recreación Terapéutica se ha desarrollado para aprovechar este efecto. El Consejo Nacional para la Certificación de la Recreación Terapéutica (NCTRC) es la organización de acreditación reconocida a nivel nacional para la profesión de la Recreación Terapéutica. Los profesionales del campo de la recreación terapéutica que están certificados por el NCTRC se denominan "especialistas certificados en recreación terapéutica". El título de trabajo "Terapeuta de Recreación" se identifica en el Occupation Outlook del Departamento de Trabajo de los Estados Unidos. Esta terapia se aplica en rehabilitación, en centros psiquiátricos para jóvenes y adultos, y en el cuidado de ancianos, discapacitados o personas con enfermedades crónicas. La actividad física recreativa es importante para reducir la obesidad y el riesgo de osteoporosis y de cáncer, más significativamente en los hombres el de colon y próstata, y en las mujeres el de mama; sin embargo, no todos los tumores malignos se reducen, ya que la recreación al aire libre se ha relacionado con un mayor riesgo de melanoma. La recreación de aventura extrema conlleva naturalmente sus propios peligros.

## Formas y actividades

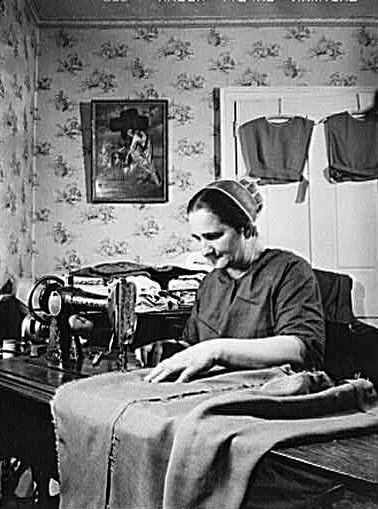
Mujer menonita confeccionando ropa (1942).

La recreación es una parte esencial de la vida humana y encuentra muchas formas diferentes que son moldeadas naturalmente por los intereses individuales pero también por la construcción social circundante. Las actividades recreativas pueden ser comunales o solitarias, activas o pasivas, al aire libre o en el interior, saludables o perjudiciales, y útiles para la sociedad o perjudiciales. Algunas actividades recreativas -como el juego, el uso recreativo de drogas o las actividades delictivas- pueden violar las normas y leyes sociales. Una lista de actividades típicas podría ser casi interminable

### Hobby
Una parte importante de las actividades recreativas se denominan pasatiempos, que son actividades realizadas por placer de forma regular. Un hobby se considera una actividad regular que se realiza por placer, normalmente durante el tiempo libre, no de forma profesional y no remunerada. Las aficiones incluyen el coleccionismo de artículos y objetos temáticos, la participación en actividades creativas y artísticas, la práctica de deportes o la realización de otras diversiones. La participación en aficiones fomenta la adquisición de habilidades y conocimientos importantes en ese ámbito. La lista de aficiones cambia con los intereses renovados y el desarrollo de las modas, lo que la hace diversa y larga. Las aficiones tienden a seguir las tendencias de la sociedad, por ejemplo, coleccionar sellos postales fue popular durante los siglos XIX y XX, ya que los sistemas postales eran el principal medio de comunicación, mientras que los videojuegos son más populares hoy en día tras los avances tecnológicos. El avance de la producción y la tecnología del siglo XIX proporcionó a los trabajadores una mayor disponibilidad de tiempo libre para dedicarse a sus aficiones. Por ello, el esfuerzo de las personas que invierten en aficiones ha aumentado con el tiempo.

### Bricolaje y manualidades
El bricolaje y las manualidades son algunos de los términos que describe la construcción, modificación, o reparación de cosas sin la ayuda directa de expertos o profesionales. Las investigaciones académicas han descrito el bricolaje como comportamientos en los que "los individuos utilizan materiales y piezas crudos y semicrudos para producir, transformar o reconstruir posesiones materiales, incluidas las extraídas del entorno natural (por ejemplo, la jardinería)". El comportamiento de bricolaje puede ser desencadenado por varias motivaciones previamente categorizadas como motivaciones de mercado (beneficios económicos, falta de disponibilidad de productos, falta de calidad de los mismos, necesidad de personalización), y de mejora de la identidad (artesanía, empoderamiento, búsqueda de comunidad, singularidad). Podrían implicar artesanías que requieren habilidades y conocimientos particulares de trabajo cualificado. Los intereses típicos de los que disfruta la cultura maker incluyen pasatiempos orientados a la ingeniería, como la mejora del hogar, la electrónica, la robótica, la impresión en 3D y el uso de herramientas de control numérico por ordenador, así como actividades más tradicionales como la metalurgia, la carpintería y, principalmente, su predecesora, la artesanía tradicional. La subcultura hace hincapié en un enfoque de cortar y pegar en las tecnologías estandarizadas para aficionados, y fomenta la reutilización de diseños publicados en sitios web y publicaciones orientadas a los aficionados. Hay un fuerte enfoque en el uso y aprendizaje de habilidades prácticas y su aplicación a los diseños de referencia. También hay un trabajo creciente sobre equidad y la cultura maker.

### Juegos

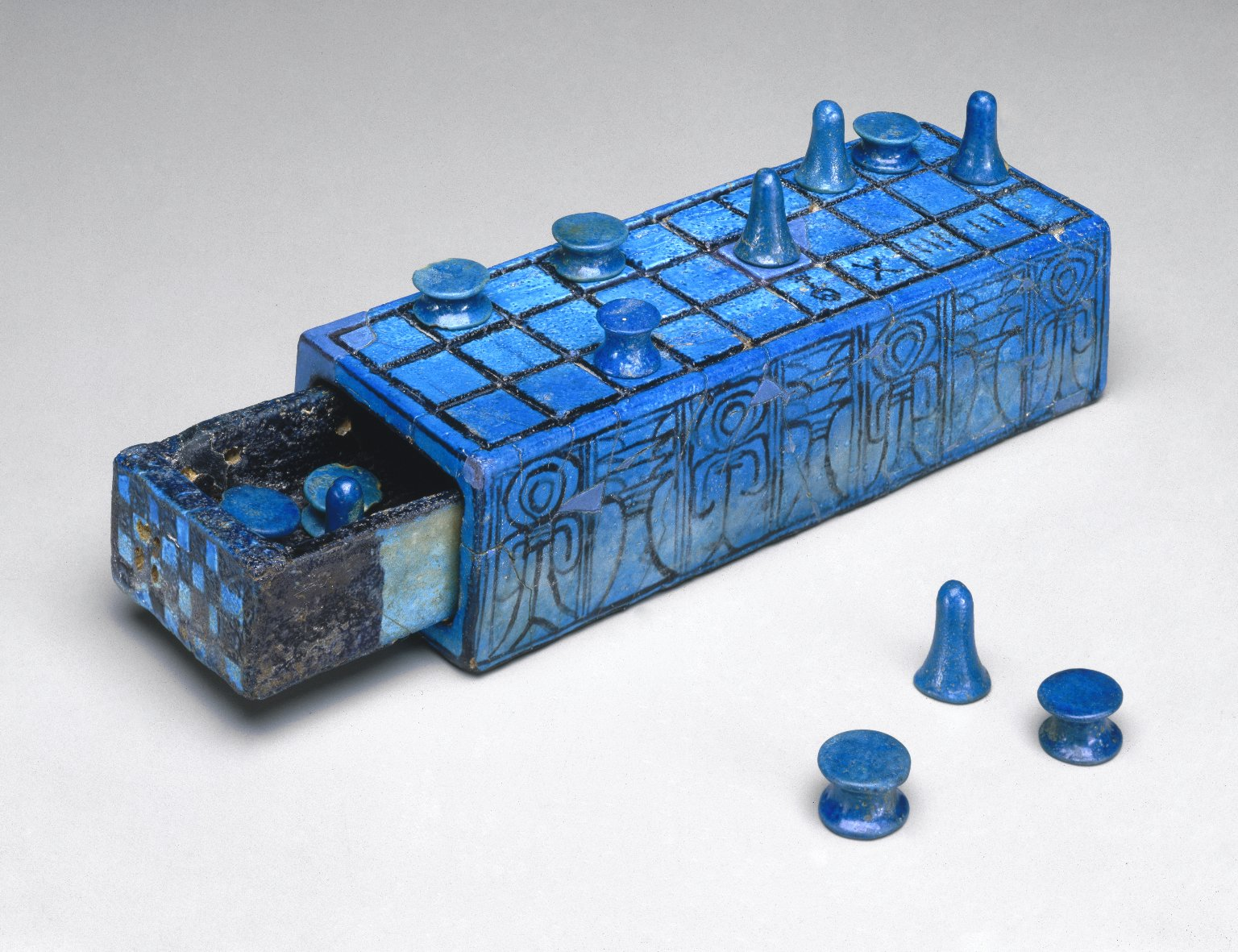
Tablero de juego del antiguo Egipto inscrito para Amenhotep III con cajón deslizante separado, de 1390 a 1353 a. C., hecho de loza vidriada, dimensiones: 5,5 × 7,7 × 21 cm, en el Brooklyn Museum (Nueva York).

Cualquier forma estructurada de juego puede convertirse en un juego. Los juegos se practican a veces sólo para divertirse, y a veces también para obtener logros o recompensas monetarias. Los aficionados pueden jugar solos, en equipo o en línea. Los profesionales pueden jugar como parte de su trabajo para entretener al público. Los juegos pueden ser juegos de mesa, rompecabezas, ordenador o videojuegos.

### Recreación al aire libre

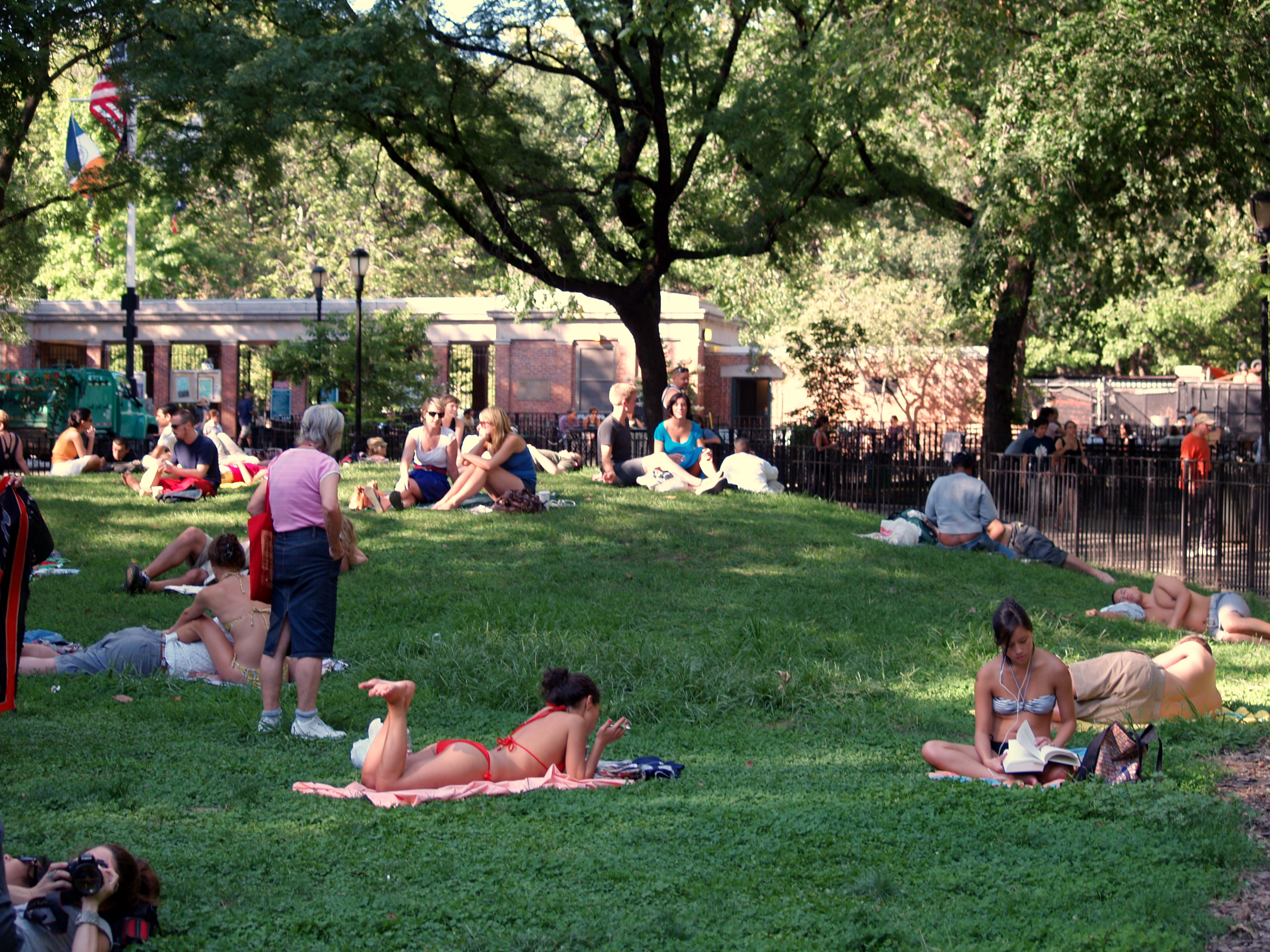
Un parque de la ciudad de Nueva York donde la gente toma el sol y se relaja

Actividades recreativas realizadas al aire libre, normalmente en entornos naturales. Las actividades en sí mismas -como la pesca, la caza, la backpacking, y la equitación - dependen característicamente del entorno en el que se practican. Aunque muchas de estas actividades pueden clasificarse como deportes, no todas exigen que el participante sea un atleta. La competición generalmente es menos estresante que en los deportes individuales o de equipo organizados en escuadras opuestas en busca de un trofeo o un campeonato. Cuando la actividad implica una emoción, un desafío físico o un riesgo excepcionales, a veces se denomina "recreación de aventura" o "entrenamiento de aventura", en lugar de un deporte extremo.
Otros ejemplos tradicionales de actividades recreativas al aire libre son el senderismo, la acampada, el montañismo, el ciclismo, el piragüismo, la espeleología, el kayak, el rafting, la escalada, el running, la vela, el esquí, el paracaidismo y el surf.  A medida que surgen nuevas actividades, a menudo híbridas de otras anteriores, adquieren su propia identidad, como el coasteering, el canyoning, el fastpacking y el plogging.

### Artes escénicas

#### Danza
Danza participativa ya sea una danza folclórica, un baile social, una danza de grupo como una línea, circular, cadena o danza cuadrada, o un baile en pareja como el que es común en el baile de salón occidental, se lleva a cabo principalmente con un propósito común, como el entretenimiento, la interacción social o el ejercicio, de los participantes más que de los espectadores. Las numerosas formas de baile proporcionan un recreo para todos los grupos de edad y culturas.

#### Creación musical
La música se compone e interpreta con muchos propósitos, que van desde la recreación, los propósitos religiosos o ceremoniales, o para el entretenimiento. Cuando la música sólo estaba disponible a través de partituras, como durante las épocas clásica y romántica en Europa, los amantes de la música compraban las partituras de sus piezas y canciones favoritas para poder interpretarlas en casa con sus instrumentos.

### Artes visuales
El trabajo de la madera, la fotografía, la realización de películas, la fabricación de joyas, los proyectos de software como Photoshop y la producción casera de música o vídeo, la fabricación de pulseras, el proyectos artísticos como el dibujo, la pintura, el Cosplay (el diseño, la creación y el uso de un traje basado en una propiedad creativa ya existente), la creación de modelos de cartulina o papel -llamado papercraft entran en la categoría de artes visuales. Muchas de ellas se practican con fines recreativos.

#### Dibujo
El dibujo se remonta al menos 16.000 años atrás, al Paleolítico representaciones rupestres de animales como las de Lascaux en Francia y Altamira en España. En el antiguo Egipto, los dibujos en tinta sobre papiro, a menudo representando personas, se utilizaban como modelos para la pintura o la escultura. Los dibujos en vasos griegos, inicialmente geométricos, evolucionaron posteriormente hacia la forma humana con la cerámica de figuras negras durante el siglo VII a. C.
Con la papel que se hizo común en Europa en el siglo XV, el dibujo fue adoptado por maestros como Sandro Botticelli, Rafael, Miguel Ángel y Leonardo da Vinci que a veces trataban el dibujo como un arte en sí mismo en lugar de una etapa preparatoria para la pintura o la escultura.

#### Literatura
La escritura puede incluir cartas, diarios y weblogs.
En Estados Unidos, cerca de la mitad de los adultos leen uno o más libros por placer cada año. Alrededor del 5% lee más de 50 libros al año.

#### Pintura

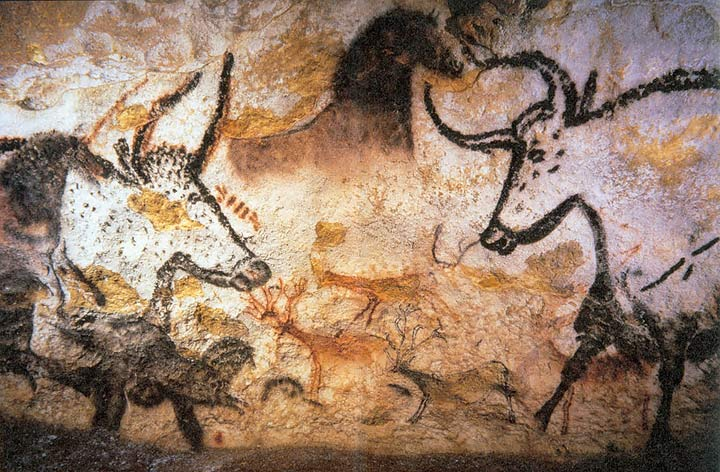
Depiccion de uros, caballos y ciervos en Lascaux

Al igual que el dibujo, la pintura tiene sus orígenes documentados en cuevas y paredes rocosas. Los mejores ejemplos, que algunos creen que tienen 32.000 años de antigüedad, se encuentran en las cuevas de Chauvet y Lascaux en el sur de Francia. En tonos rojos, marrones, amarillos y negros, las pinturas de las paredes y los techos representan bisontes, ganado, caballos y ciervos. En las tumbas del antiguo Egipto se encuentran pinturas de figuras humanas. En el gran templo de Ramsés II, Nefertari, su reina, está representada siendo conducida por Isis. El arte griego y romano, como los retratos de momias de Fayum helenísticos y la batalla de Issus en Pompeya, contribuyeron al arte bizantino en el siglo IV a. C., que inició una tradición en la pintura de iconos. Las maquetas de aviones, barcos, coches, tanques, artillería e incluso figuras de soldados y superhéroes son temas populares para construir, pintar y exhibir.

#### Fotografía
Un fotógrafo aficionado practica la fotografía como un hobby/pasión y no para obtener un beneficio monetario. La calidad de algunos trabajos de aficionados puede ser muy especializada o ecléctica en la elección de los temas. La fotografía amateur es a menudo preeminente en temas fotográficos que tienen pocas perspectivas de uso comercial o de recompensa. La fotografía amateur creció a finales del siglo XIX debido a la popularización de la Cámara de mano. Hoy en día se ha extendido ampliamente a través de las redes sociales y se lleva a cabo a través de diferentes plataformas y equipos, incluyendo el uso del teléfono celular. Ahora se pueden hacer fotos nítidas con un teléfono móvil, lo que supone una herramienta clave para hacer la fotografía más accesible a todo el mundo.